# Año Internacional de las Frutas y Verduras
2021 fue proclamado Año Internacional de las Frutas y Verduras por la Asamblea General de las Naciones Unidas mediante la resolución A/RES/74/244, aprobada el 19 de diciembre de 2019. Esta iniciativa, liderada por la Organización de las Naciones Unidas para la Alimentación y la Agricultura (FAO), tuvo como objetivo principal aumentar la conciencia sobre los beneficios del consumo de frutas y verduras para la nutrición y la salud. Asimismo, se buscó promover dietas saludables y fomentar la producción y el consumo sostenibles de estos alimentos.
La proclamación de este año especial respondió a la necesidad de fortalecer sistemas alimentarios sostenibles, reducir la pérdida y el desperdicio de frutas y verduras, e integrar a pequeños productores en cadenas globales de valor. La celebración estuvo enmarcada en los Objetivos de Desarrollo Sostenible (ODS), en particular en aquellos relacionados con la erradicación del hambre, la mejora de la nutrición y la promoción de la agricultura sostenible.

## Actividades y alcance
Durante este año, los Estados miembros, en colaboración con organismos internacionales, la sociedad civil y el sector privado, impulsaron campañas de concienciación sobre la importancia de estos alimentos en la dieta. Se promovieron programas educativos, investigaciones científicas y estrategias en la cadena de suministro de frutas y verduras.
La FAO facilitó la coordinación de las actividades y destacó la necesidad de políticas que incentivaran el acceso equitativo a frutas y verduras asequibles, así como la adopción de tecnologías innovadoras en la producción, almacenamiento y distribución. Además, se promovieron prácticas agrícolas sostenibles y se subrayó la relevancia del conocimiento tradicional en la preservación de variedades autóctonas.
El financiamiento de las actividades derivadas de la conmemoración dependió de contribuciones voluntarias, incluidas las del sector privado. Se realizaron eventos internacionales y regionales con el propósito de intercambiar buenas prácticas y establecer compromisos para fortalecer los sistemas alimentarios en el largo plazo.